# Klaus Paier (Musiker)
Klaus Paier (* 15. März 1966) ist ein österreichischer Akkordeonist, Bandoneonist und Komponist.

## Leben
Paier, der in St. Andrä aufwuchs, spielte ab dem 7. Lebensjahr Akkordeon studierte am Konservatorium in Klagenfurt Akkordeon, Jazz und Komposition. Speziell Instrumentalisten wie Keith Jarrett, Bill Evans, Charles Mingus oder Thelonious Monk haben Paier inspiriert. Unter eigenem Namen und im Duo mit der Cellistin Asja Valčić legte er ab 1997 eine Reihe von Alben vor, u. a. bei den Labels PAO und ACT und SKIP Records. Er tourte durch die meisten europäischen Länder sowie durch Ägypten, Israel, Kanada, Algerien, Vietnam und die Vereinigten Staaten.

## Preise und Auszeichnungen
Als erster österreichischer Akkordeonist erhielt Paier 2011 in Moskau den Silver Disc Award – eine spezielle Auszeichnung für Akkordeonisten und ihre außergewöhnlichen Leistungen an diesem Instrument.

## Diskographie (Auswahl)
- Klaus Paier & Camerata Sinfonica Austria cond. Davorin Mori View To Horizon (Skip 2023)
- Paier/Valcic/Preinfalk Fractal Beauty (Skip 2021)
- Klaus Paier/Florian Dohrmann: Inspired Rendezvous (Skip 2022)[2]
- Paier Valcic Quartet: Cinema Scenes (ACT 2018, mit Stefan Gfrerer, Roman Werni)
- Klaus Paier & Asja Valcic: Timeless Suite (ACT, 2015)
- Klaus Paier & Asja Valcic: Silk Road (ACT, 2013)
- Solitaire (ASR, 2011)
- Klaus Paier Trio: Dragonfly (2011 mit Stefan Gfrerrer und Roman Werni)
- Klaus Paier & Asja Valcic À deux (ACT, 2009)
- radio.string.quartet.vienna Radiotree (ACT, 2008)
- Vibrations (PAO, 2006)
- Klaus Paier/Gerald Preinfalk Saion (PAO, 2006)
- Klaus Paier Trio: Tiempo (PAO, 2005)
- Radio String Quartet feat. Klaus Paier (PAO, 2004)
- Klaus Paier, Stefan Gfrerer, Roman Werni: Live Vol. 1 (PAO, 2003)
- Klaus Paier, Stefan Gfrerer, Roman Werni + Movimiento String Quartet: Live Vol. 2 (PAO, 2003)
- Klaus Paier Trio + String Quartet: Movimiento (PAO, 2000)
- Klaus Paier Trio: More than Tango (PAO, 2000)
- Accordion (1998)
- Tango (1997)

## Noten
- Das Akkordeon Buch 1-3 (jova-music, 2013)
- 22 original solos (jova-music, 2012)
- Solo (Musikvarner, 2006)
- Ensemble (Musikvarner, 2006)
- Duets (Musikvarner, 2006)
- Akkordeon & String Quartet (Musikvarner, 2006)
- String Quartet (Musikvarner, 2006)
- Jazztheory (Musikvarner, 2006)